# 수능 만점 의대생 여자친구 살해 사건
수능 만점 의대생 여자친구 살해 사건은 2024년 5월 6일 대한민국 서울특별시 강남역에서 일어난 살인 사건이다. 범인인 최동욱은 연세대학교 의과대학에 다니는 의대생이며 이별을 통보한 여자친구를 강남역 근처 한 빌딩 옥상에서 흉기로 살해했다. 살인을 저지른 의대생이 2018학년도 대학수학능력시험 만점자 출신이라 사건이 화제가 되었다.

## 사건 개요
여자친구로부터 이별 통보를 받은 후인 2024년 5월 6일, 범인은 서울 서초구 강남역 9번 출구 앞 영화관이 있는 15층 건물 옥상에서 뛰어내리겠다고 여자친구에게 연락하였다. 같은 날 오후 5시 20분쯤 여자친구가 그를 말리러 오자, 범인은 흉기를 휘둘러 여자친구 목의 경동맥을 찔러 살해하였다.
범행에 쓰인 흉기는 같은 날 오후 3시쯤 경기도 화성시 동탄의 한 대형마트에서 미리 구매한 것으로 파악됐다. 범인은 영장실질심사에서 범행을 사전 계획했다는 사실을 인정하였다.

## 반응
범인의 소속 대학 측에서 범인의 징계를 추진한다고 밝혔다.
범죄심리 전문가인 이수정 경기대 교수는 범인에게서 사이코패스 경향이 엿보인다고 언급하였고, 늘 남들의 부러움을 받던 의대생이 유급한 것이 이번 사건에 영향을 미쳤을 가능성이 높다고 분석하였다.

## 판결
검찰은 범인에 대하여 사형을 구형했으며, 범인은 1심에서 징역 26년을 선고받았다.